# Ligny
Ligny är en ort i provinsen Namur i Beligen, 40 kilometer sydsydöst om Bryssel.
Orten är främst känd för slaget vid Ligny 16 juni 1815, en upptakt till slaget vid Waterloo.